# Rishnjarvärri
Rishnjarvärri är en kulle i Finland. Den ligger i Utsjoki kommun i landskapet Lappland, i den norra delen av landet, 1 100 km norr om huvudstaden Helsingfors. Toppen på Rishnjarvärri är 412 meter över havet, eller 182 meter över den omgivande terrängen. Bredden vid basen är 2,2 km.
Terrängen runt Rishnjarvärri är kuperad åt nordväst, men åt sydost är den platt.  Trakten runt Rishnjarvärri är nära nog obefolkad, med mindre än två invånare per kvadratkilometer. Omgivningarna runt Rishnjarvärri är i huvudsak ett öppet busklandskap.